# Université Concordia (Michigan)
Pour l'unité québécoise, voir Université Concordia.
L'université Concordia (en anglais : Concordia University Ann Arbor) est une université américaine située à Ann Arbor dans le Michigan. Elle fait partie du Concordia University System.
Fondée en 1963, cette université a fusionné en 2013 avec l'Université Concordia du Wisconsin. 

## Source
- (en) Cet article est partiellement ou en totalité issu de l’article de Wikipédia en anglais intitulé « Concordia University (Michigan) » (voir la liste des auteurs).